# Pokrzywnica (powiat poznański)
Pokrzywnica – przysiółek w Polsce położona w województwie wielkopolskim, w powiecie poznańskim, w gminie Dopiewo.
W latach 1975–1998 miejscowość administracyjnie należała do województwa poznańskiego.